# Aurifex
Aurifex (dal latino: "artefice/artigiano dell'oro") è un termine, usato dall'antica Roma al Rinascimento, per indicare non solo, più propriamente, gli orefici, ma anche designare i capo-mastri di una bottega occupata nella lavorazione del metallo aureo (con una suddivivione funzionale del lavoro, con dei nomi specifici per indicare gli apprendisti e gli specializzati a seconda del loro compito), e un negoziante che, quindi, produceva e rivendeva oggetti in oro.